# 花東縦谷

花東縦谷の位置。北端に花蓮市、南端に台東市があることからこの名を持つ。北部を花蓮渓、中部を秀姑巒渓、南部を卑南渓が流れる。

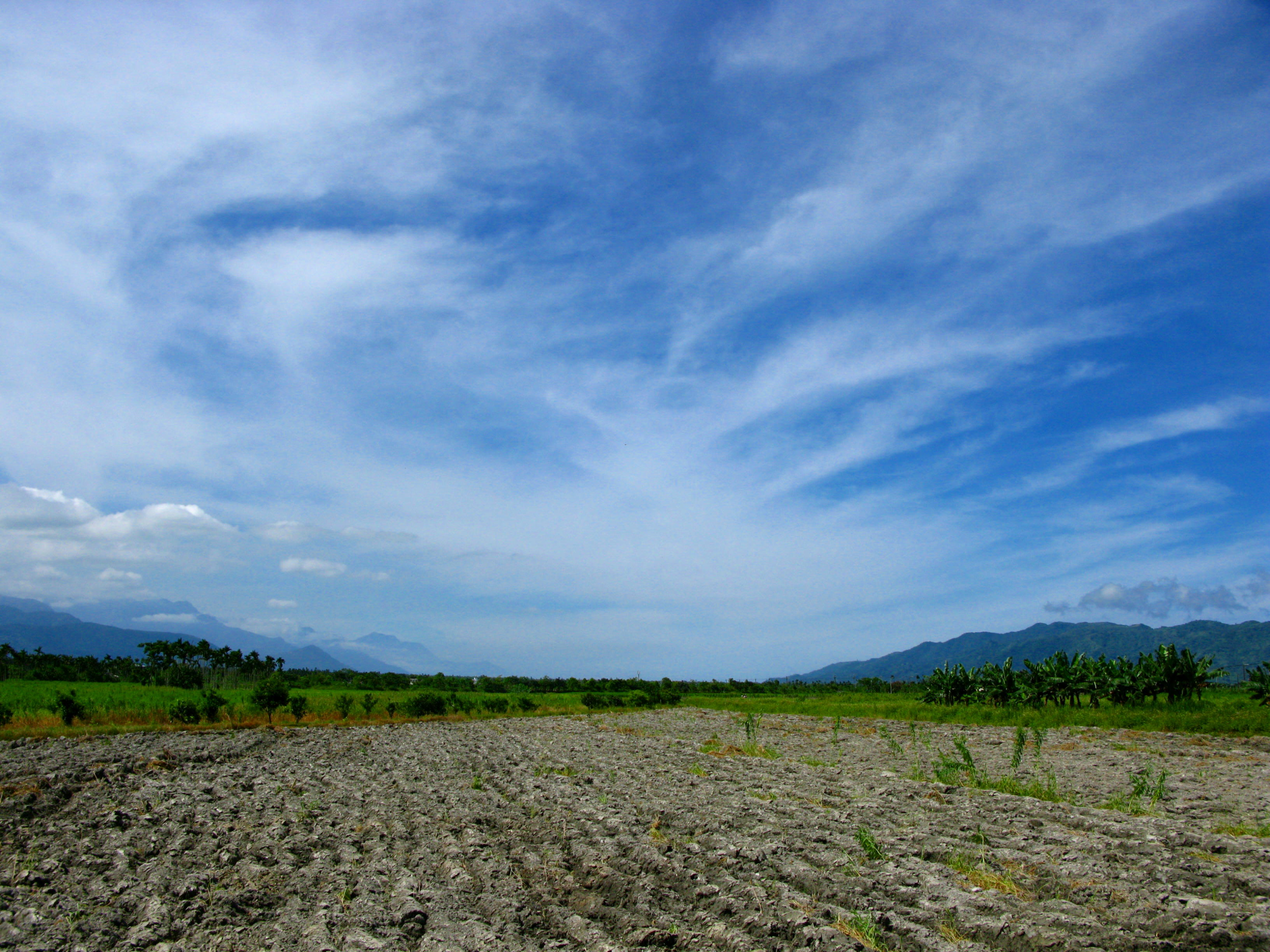
花東縱谷の風景、左側（西）が中央山脈で、右側（東）が海岸山脈である

花東縱谷（かとうじゅうこく、拼音: Huādōng zònggǔ フアトンツォンクー）は、台湾東部に位置する平原である。

## 概要
台湾東部の花蓮県と台東県を縦断する、細長い谷間平原。フィリピン海プレートとユーラシアプレートの衝突によって形成されたため、中央山脈と海岸山脈に挟まれた位置関係である。その名称は、北端に花蓮市、南端に台東市があることにちなむが、台湾の東部に開けていることから東台縱谷または台東縦谷の別名もある。日本統治時代には、中仙道平野、中仙道とも呼ばれていた。

## 地理
南北180km、東西2 - 7km、面積約1000平方km、海拔50 - 250メートル。地質は沖積平野と台地が混じり、中央山脈を水源とする花蓮渓、木瓜渓、寿豊渓、光復渓、萬里渓、馬鞍渓、秀姑巒渓、新武呂渓、卑南渓などの河川によって潤されている。そのうち花蓮渓、秀姑巒渓と卑南渓の三大河川による水系が、花東縱谷を北、中、南の3区域に分けている。川はそれぞれ2、3000mの高山に源を発し、流れを下るに従って、峡谷、滝、温泉、蛇行、河岸段丘、扇状地などを形成し、あるいは断層などの作用も相まって、独特な景觀を作り出している。流域の景勝地では、富里羅山の螺仔渓上流にある羅山瀑布が著名である。高さ65mにも及ぶ滝は、まさに壮観で華麗といえる。代表的な断層は、瑞穂郷の瑞穂断層である。瑞穂断層は掃叭（ソーパ）の河岸段丘の東北にあるため、「掃叭断層」とも呼ばれている。直立した砂利の層である。
高山から流れ下る渓流は大地を侵食して大量の土砂を流し、沖積層やV字谷を造り出す。秀姑巒渓は、その典型的な例である。海岸山脈の地層・大港口層は海底に堆積した物質で構成されているため柔らかく、たやすく侵食される。秀姑巒渓の流路は、まさにその地質ゆえに作り上げられた。もともとこの河は海岸山脈に源を発して太平洋に注ぐ小河川だったが、浸食の末に海岸山脈を貫通し、源頭は花東縦谷に侵入した。その末に当時の花蓮渓の上流部を奪う河川争奪を引き起こし、現在の河道を形成したのである。現在では瑞穂駅付近から河口の静浦までの秀姑巒溪の渓谷を下るラフティングが、観光客の人気を集めている。なお、新武呂渓でも似たような現象により、南橫公路沿いの峽谷や断崖が形成された。
縱谷はプレートの移動によって形成されているため、地殻変動や断層活動も少なくない。加えて上記の三大水系やその支流は大半が中央山脈の東側に源を発し、数千メートルの落差を一気に流れ下る。造山運動と水の侵食によって造り上げられた風光は、実に壮観である。富里の羅山瀑布や鳳林の鳳凰瀑布、紅葉温泉など、観光名所も少なくない。
卑南渓の下流、利吉には、草木が生えていないことから「月世界」と呼ばれている場所があるが、ここは海岸山脈を構成する地層の一つ・利吉層の南端に当たる。この地層は台東市付近から北へ70キロの距離に伸び、安通温泉に至る。この地層が露出しているのが、台東市の北方、約8kmに位置する利吉村である。利吉層は沈殿した堆積物によって構成され、砂岩、頁岩、泥岩が複雑に絡み合っている。

## 花東縦谷断層帯
谷底に沿って活断層の花東縦谷断層帯が分布している。全長は花蓮市から台東市まで約150km。全体的には北北東走向、東傾斜（角度45～60°程度）で、左横ずれ成分含む逆断層の構造となっている。平均変位速度が非常に速く、水平が約3cm/年、垂直が約2cm/年となっている。1951年に発生した花東縦谷地震（Mw 7.5, 7.2, 7.0, 7.3, 7.8）ではほぼ全体が活動。近年では2022年にも花蓮・台東県境付近を震源とする地震（Mw 6.5、6.9）が発生している。断層帯南部では断層面がゆっくりずれる断層クリープ現象が確認されている。

## 土地利用

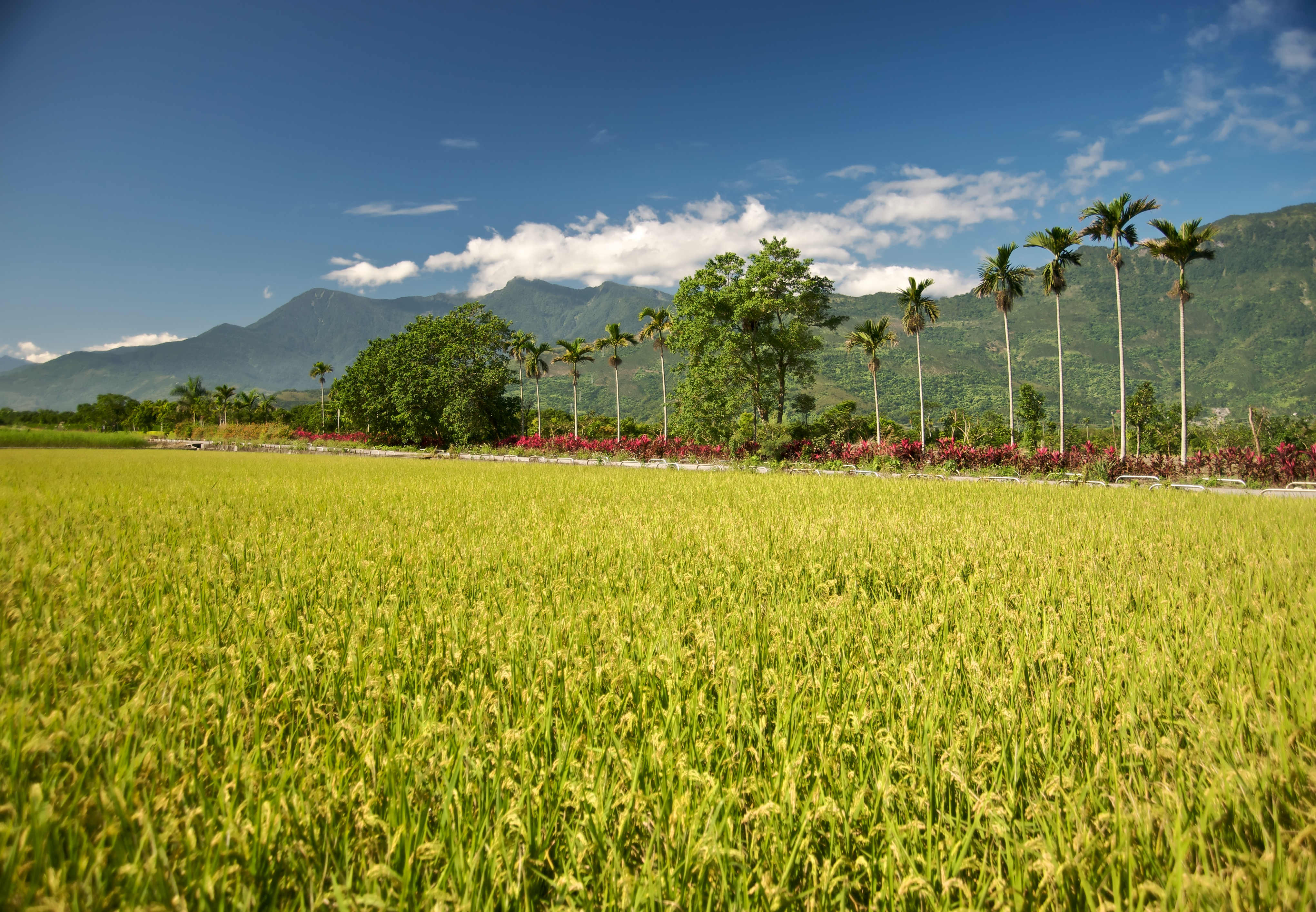

花東縱谷は、台湾原住民の居住地でもある。台湾原住民13部族のうち、アミ族、タイヤル族、ブヌン族、タロコ族、プユマ族がこの区域に住んでいる。特にアミ族の人口が最も多く、光復郷には大規模な集落が存在する。毎年、夏から秋にかけてそれぞれの村では盛大な収穫祭が催される。
花東縱谷は台湾東部最大の平野であり、西と東を山脈で遮られているために台風による風害や塩害を受けにくく、耕作地としては格好の条件を備えている。しかし場所によっては水利に恵まれず、険阻な中央山脈と海が交通を阻んでいる。そのため古くから台湾西部に進出していた漢民族もこの地には長らく進出せず、原住のアミ族が村の周辺で粟を栽培するのみだった。
やがて、日本の台湾領有によって大規模な土地開発が始まる。山口県生まれの実業家・賀田金三郎は明治30年代に自身が興した「賀田組」を率いて台湾東部に渡り、豊富な森林資源を用いて樟脳の製造を開始。さらに玉里（現在の玉里鎮）や馬太鞍（現在の光復郷）の原野を開拓してサトウキビを栽培し、大規模な精糖事業を興す。一方、日本人の一般農民も順次入植し、「吉野」「寿」「豊田」「瑞穂」などの移民村を興した。毒蛇やマラリア、台風などに苦しみつつも原野を開拓し、水路を引く。昭和初期には平野部の大半が耕作地となり、寿駅の駅弁・「いなり寿司」や吉野村で栽培されたタバコ「レッドジャスミン」は名産品として人気を博していた。現在では、台東県の池上郷は台湾一の米どころとして知られ、その米を使った池上弁当が台湾全土にチェーン店を展開している。
昭和20年、すでに2世の代となっていた開拓村の日本人は、日本敗戦によってすべて引き揚げた。しかし、日本人の生活のありさまを、開拓村に残る日本家屋や、吉安駅、豊田駅、瑞穂郷などの駅名・地名に見ることができる。
現在、花東縦谷は台湾でも有数の景勝地である。台9線や北廻線、台東線が貫く158km区間は、まさに緑の回廊である。両端に聳える山脈と流水が織り成す天然の美と、人の丹念な営みによって作り出された果樹園、茶畑、水田、檳榔の並木が絶えず視界に飛び込み、人々を飽きさせることがない。特に菜の花の開花時の美しさは、人々を驚嘆せずにはおかない。